# 三井山砦
三井山砦（みついさんとりで、英語: Fort Mitsuisan）は、静岡県掛川市大坂にあたる遠江国城東郡西大坂村にあった日本の城。別名大坂砦（おおさかとりで、英語: Fort Ōsaka）。現在は城跡が残る。高天神城を包囲するために築かれた「高天神六砦」の一つである。

## 沿革

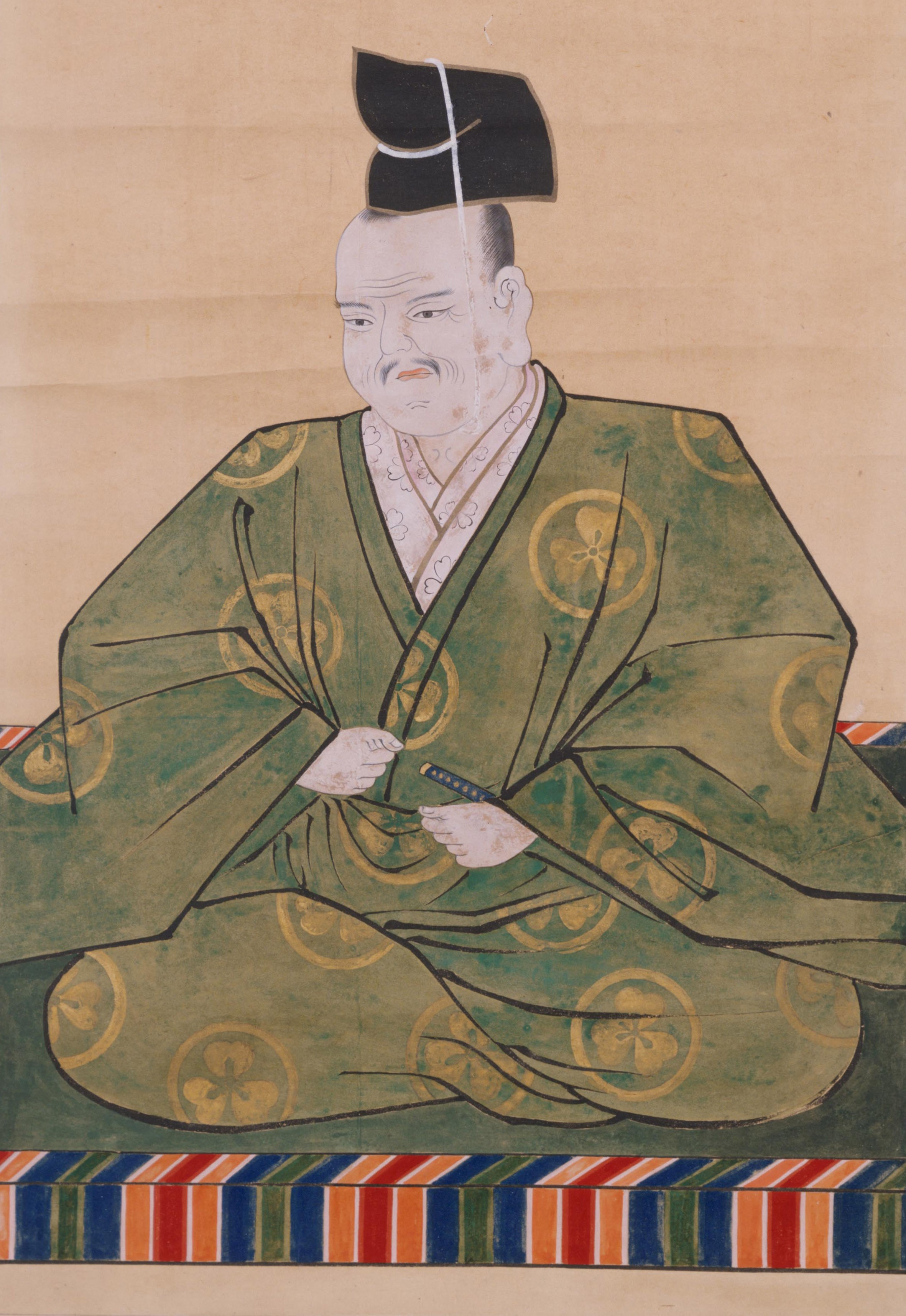
三井山砦を統轄した酒井重忠（『酒井重忠画像』）

遠江国城東郡の西大坂村に立地する。高天神城より南に3キロメートルほど離れており、小笠山より連なる丘陵の南に張り出している台地の端に位置している。この辺りは「三井山」と呼称されており、その頂からは東に小笠平野を望み、南に遠州灘を望む。
1578年（天正6年）より、三井山の周辺では武田勝頼方の軍勢と徳川家康方の軍勢との間で争いが起きていた。その後、1579年（天正7年10月）に入ると、勝頼方の高天神城を攻略するために、家康により三井山砦が築城されたとされる。ただし、前年より既に三井山周辺で争いが起きていたことから、最初の築城はもっと以前に遡る可能性も指摘されている。なお、家康の家臣である松平家忠が記した『家忠日記』には、1580年（天正8年3月）の項に「大坂堀取出普請候」との記述がみられることから、少なくともこの時点では既に砦が存在し堀などの普請がなされていたと考えられる。
この三井山砦は、小笠山砦、能ヶ坂砦、火ヶ峰砦、獅子ヶ鼻砦、中村砦とともに「高天神六砦」と称された。築城後は、徳川家康に任じられた酒井重忠がこの砦を管轄し、高天神城への兵糧や弾薬の補給を遮断した。その結果、高天神城の将兵は飢えに苦しみ、城に立てこもる岡部元信らは苦境に陥った。なお、1580年（天正8年10月）からは、松平家忠も廻番として布陣している。第二次高天神城の戦いにより高天神城が落城すると、役割を終えたこの砦も廃止されることになった。
その後、三井山には大浜公園が整備され、桜の名所として親しまれるようになった。三井山砦が立地していた一帯は茶畑として開墾されており、主要部は段々畑となっている。山腹に空堀の土塁が残ってはいるものの、往時を偲ばせる跡はほとんど残存していない。ただ、三井山砦跡であることを示す標柱や説明板が建てられている。

## 名称
この砦は三井山に位置することから、その名を取って「三井山砦」と呼ばれるようになった。なお、山の名前の由来は、山上に3つの井戸があったからという説がある。また、この砦は「大坂砦」とも呼ばれるが、これは立地する西大坂村と、それに隣接する東大坂村など附近一帯が「大坂」と呼ばれていたことに因む。